# Украшение

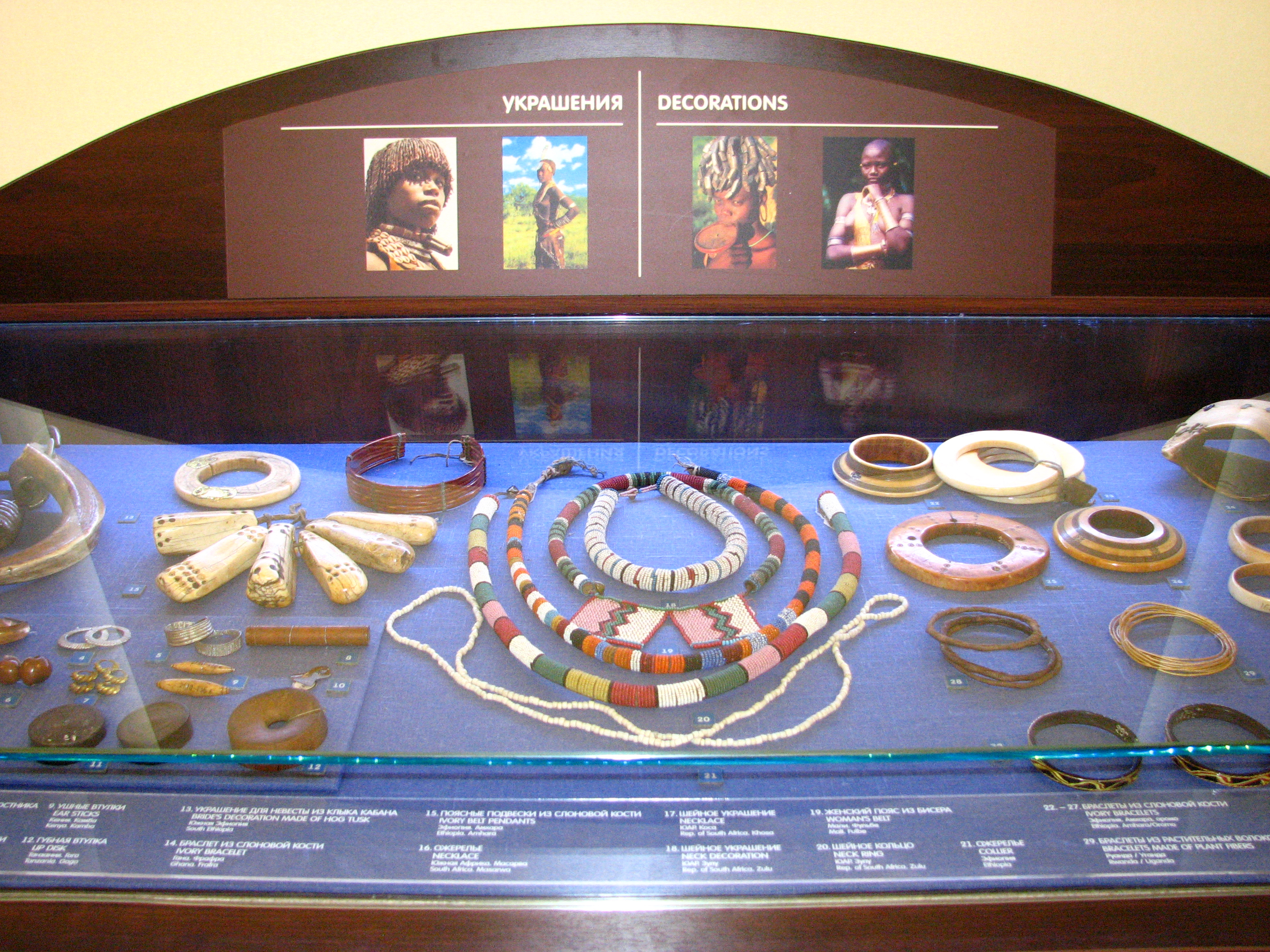
Образцы традиционных африканских женских украшений в Кунсткамере (Санкт-Петербург).

Украше́ние, Украшенье (от красота, красивый, красить; ст.-слав. краса; норм. hros — cлава) — бытовой, разговорный аналог научного термина декор. В словаре В. И. Даля читаем: "Украшать, убирать, наряжать... Сделать краше, приятнее на вид, на глаз" и далее, весьма афористично: "Науки украшают разум, образуют. Добродетели украшают душу, сердце". В иной формулировке украшение — симулякр понятия "красота", непосредственная, эмоциональная оценка явлений, предметов или отдельных элементов композиции, которые на самом деле имеют иные, вполне конкретные "работающие" функции. Например, в художественном творчестве и в восприятии произведений искусства, украшением может казаться то, что обусловлено синкретизмом главных формообразующих функций: гносеологической (познавательной), ценностно-ориентационной (эстетической), синергетической (сотворческой или преобразовательной) и коммуникативной (функцией общения). Проще говоря, если термины "декор" или "орнамент" означают детерминированные, формообразующие явления, то украшение — это то, что кажется таковым.
Понятие "красивый" субъективно и пристрастно, оно имеет вторичный характер по отношению к денотату (обозначаемому предмету). Кроме эстетической оценки оно может подразумевать иные качества или свойства воспринимаемого объекта и намерения воспринимающего субъекта: передачу информации, привлечение внимания, маскировку дефектов, введение в заблуждение, провоцирование, самоутверждение, социальный протест, вплоть до полной потери гармонической, дополняющей и целевой составляющих социальной коммуникации. В теории эстетической и художественной деятельности термин "украшение" близок понятию "оформление". Если качество декоративности предполагает конкретный способ связи произведения искусства с окружающей средой, то украшение более связано с качествами поверхности формы, но не с внутренней структурой и принципами формообразования. Подобное различие аналогично размежеванию понятий "композиция" и "компоновка". В более прагматичном аспекте под украшениями понимают наряд, косметику, таушировку, макияж.

## Природа
Наряду с функциональными преобразованиями природных объектов, попытки «приукрасить» природу, не имеющие объективных практических предпосылок и целей, очевидно, являются древнейшими для человека. Среди них:
- изменение формы, цвета и других параметров естественной среды обитания — пещер, гротов, площадок, троп;
- придание формы растениям (стрижка газонов и кустарников, формирование крон деревьев);
- выведение новых, декоративных, видов (пород) собак, кошек и ряда других животных;
- раскрашивание зародышевых форм животных, например, ооцитов, то есть яиц птиц (курицы);
- окраска стволов деревьев в белый цвет, окраска травы в зелёный цвет (т. наз. «армейский» способ украшения);
- наряжание домашних животных в одежду и сопутствующие аксессуары.

## Постройки
- Архитектура, кроме конструктивных и рациональных задач (состав и планировка помещений, эрго- и экономичность здания) предполагает украшение построек, нередко называемое декором сооружения, в виде добавления объёмных и планимерных элементов, окраски, придания поверхностям определённой фактуры, рустовки. В отдельных случаях внешний вид и объёмно-конструктивное решение здания  могут служить задачам украшения в ущерб рациональности, экономичности и даже здравому смыслу. Наиболее ярко это проявляется в специальных жанрах архитектурного творчества: в садово-парковых павильонах, эфемеридах, "обманках", "шутихах".

Традиционными способами украшения являются:
- - изменение параметров натуральных природных материалов — окрашивание дерева, штукатурки, песчаных и глиняных изделий (кирпича), заклеивание их бумажными и синтетическими листами;
  - в то же время — использование искусственных материалов с раскраской и офактуриванием «под дерево», «под штукатурку», «под кирпич»;
  - нанесение стилизованных орнаментов, присущих далёким эпохам и культурам, и не соответствующим назначению постройки;
  - навешивание на стены жилища ковров, репродукций произведений живописи, текстов на малознакомых и незнакомых языках;
  - создание накладного переплетения на стёклах большеразмерных окон, в ущерб удобству при мойке и инсоляции;
  - заведение животных декоративных пород «для интерьера» (доги, далматинцы, экзотические кошки).

## Быт и техника
- Кабинетные и настольные украшения

## Культура и искусство

### Музыка
- Орнаментика — наука о способах украшения мелодий
- Мелизматика — учение об украшении мелодии

### Живопись
«Украшением» произведений живописи можно было бы посчитать обрамление, то есть заключение картины в раму. Однако рама имеет пространственно-формообразующую функцию: она создаёт переход от внешнего пространства, в котором находится зритель (предметно-пространственная среда, включая стену в музее, на которой висит картина) к внутреннему изобразительному (воображаемому) пространству живописи. Эта задача определяет размер, цвет, фактуру, необходимый скос внутрь (профиль) рамы. Разумеется, наряду с главной функцией, рама может иметь орнаментацию или иные детали (например, табличку с надписью), но они, как правило, не должны затруднять восприятие картины. Рама может сама по себе быть произведением искусства (например, "блонделевские рамы" XVII века и их репликации в XIX веке). Поэтому в коммерческом плане стоимость такой рамы входит в стоимость картины.

## Тело человека

### Мода
В контексте моды выделяют:
- ювелирные украшения
- бижутерию
- аксессуары в качестве украшения
- макияж как украшение лица
- боди-арт, тату, татуаж и пирсинг как украшение тела
- нейл-арт как украшение ногтей
- украшение ткани одежды: вышивка, принт и т. д.

### История
Украшение (Schmuck — нем., parure — франц.) — термин, под которым в этнографии понимаются все те объекты и приёмы убранства человеческого тела, которые, независимо от своего первоначального генезиса, либо с самого начала, либо с течением времени стали предназначаться для того, чтобы вызывать в других благоприятные для украшаемой личности эмоции — эстетические, эротические, удивления, уважения, страха и т. п. В этнографическом значении своём слово украшение, с одной стороны, всё же обыденного его значения, так как охватывает только украшения, непосредственно относящиеся к человеческому телу, выделяя все другие украшения в области архитектуры, орнаментировки и пр.; с другой стороны, оно шире, охватывая и такие виды первобытных украшению, которые с обыденной точки зрения считаются чем-то прямо противоположным украшению, напр., так называемые уродования тела, деформацию, татуирование и т. п. Классификация. Украшения можно подразделить на две большие группы: 1) У., являющиеся следами известных целесообразных воздействий непосредственно на самое тело человека — окрашивание, татуирование (см.), некоторые виды деформации (см.), куафюры (см. Уборы) и 2) украшения в виде посторонних объектов, тем или иным способом прикрепляемых к телу или имплантированных (вживлямых) в него.

### Украшения первой группы

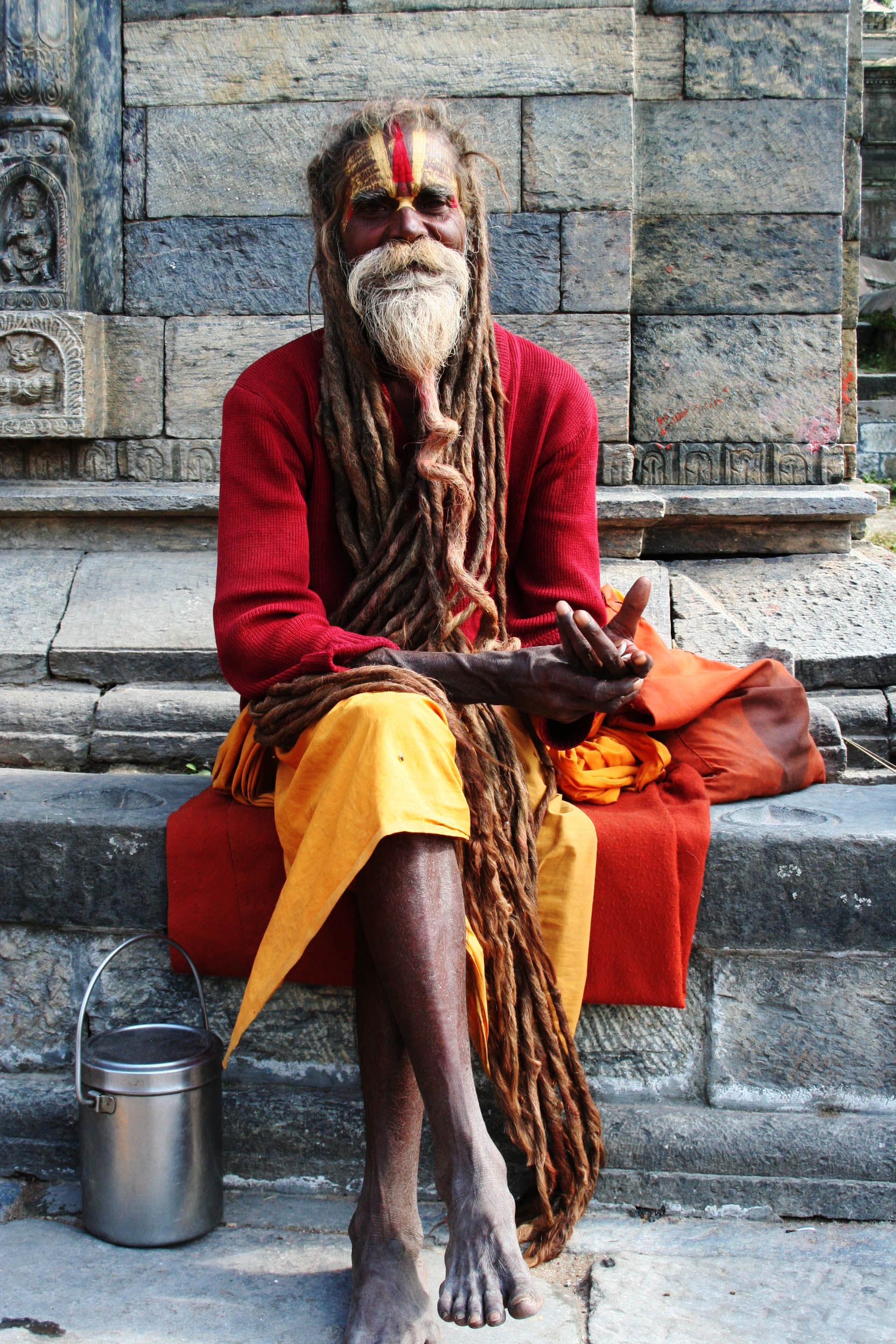
Садху в Катманду, Непал

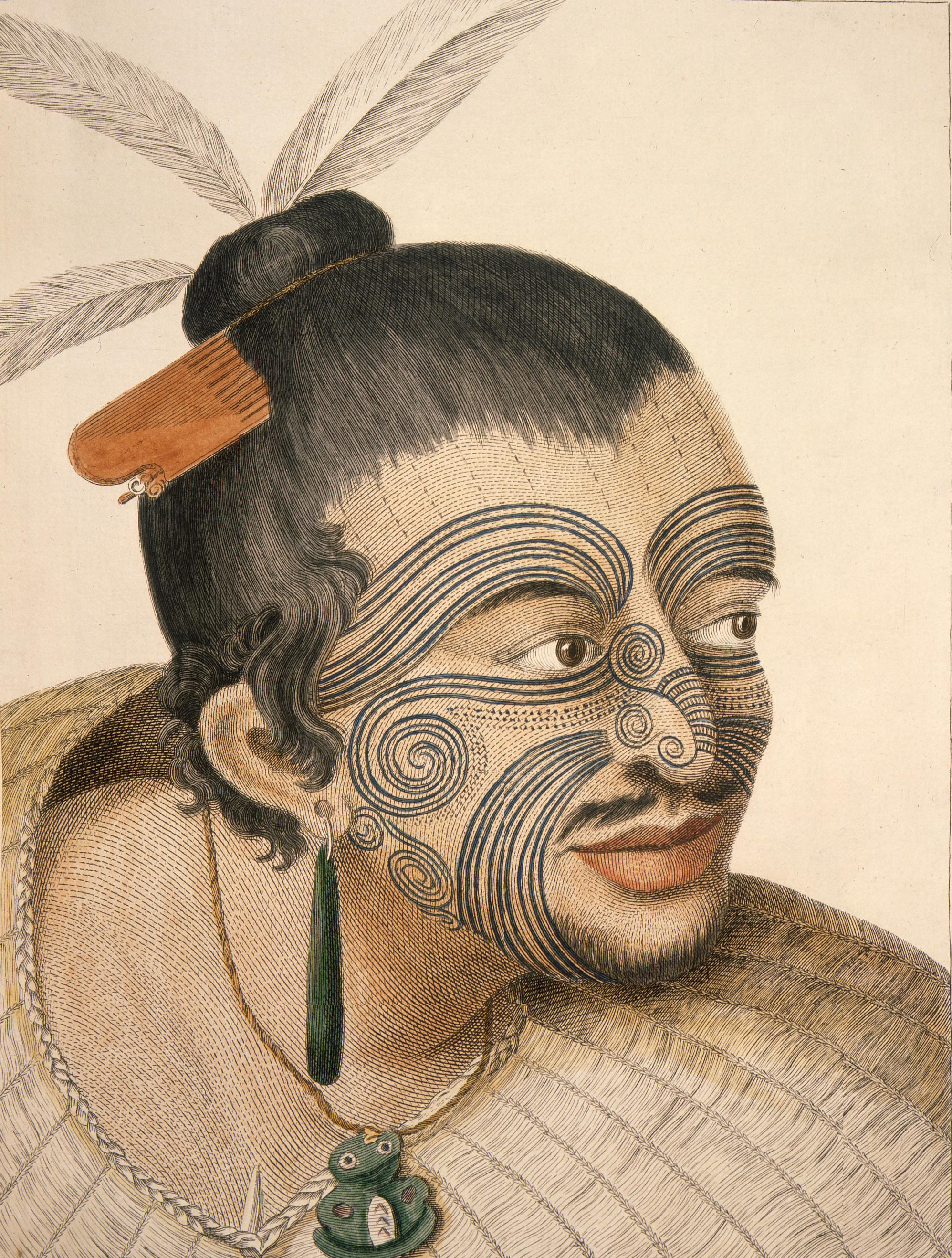
Вождь маори с традиционным украшением — татуировкой Та-моко. Иллюстрация Сидней Паркинсона

Из первой группы нам остаётся рассмотреть окрашивание тела. Этот способ украшения — один из самых древних (окрашенные черепа в доисторических могилах) и самых распространённых, сохранившийся и у цивилизованных народов в виде употребления румян, белил, пудры, губной помады, подведения бровей и т. п. Почти во всеобщем употреблении оно у народов первобытных и полукультурных. Наиболее употребительные цвета окраски — чёрный, белый, жёлтый, синий, зелёный и, в особенности, красный. В Америке красный цвет распространён от страны эскимосов до Патагонии. Тот же цвет господствует в Австралии и в Африке. В Азии, наряду с красным цветом, употребляется часто и жёлтый. Красный цвет остался любимым и у более цивилизованных народов (пурпурные тоги классической древности). Чёрная краска в большом употреблении у чернокожих, которые столько же заботятся об интенсификации своей природной тёмной окраски, как европейцы — об интенсификации белизны своей кожи. Синяя краска употребляется некоторыми туземцами Америки; в Южной Калифорнии, например, лицо и верхняя часть тела у девушек окрашиваются в светло-синий цвет и посыпаются толчённой серебряной пудрой. Зелёную краску употребляли древние бритты. Белой краской пользуются австралийцы для подведения глаз, для изображения на теле белых полос, для окрашивания лица во время траура и т. д. У племён, у которых окрашивание достигло известной степени искусства, краски всех цветов комбинируются, но всё-таки преобладающий цвет всегда заметен. Формы и размеры окрашивания находятся в зависимости от условий климата и культуры. Новозеландцы, напр., окрашивают себя с головы до ног однообразным кирпичным красным цветом; австралийцы выводят только красные полосы на плечах и груди; тасманийцы красят волосы и лицо, малайцы — лицо и грудь, индусы выводят на лбу красной краской свой кастовый знак. Ещё большее разнообразие в рисунке, который от грубых пятен, полос, чёрточек и т. п. примитивных изображений переходит в изображения животных, растений и, наконец, в художественный орнамент, подобный тому, который Швейнфурт видел на жёнах короля Монбутту (звёзды, кресты, цветы, пчёлы, пятна тигра, полосы зубра, мраморные прожилки, квадратики и т. д.). Удобостираемость краски даёт возможность менять способ и цвет окраски при тех же обстоятельствах, при которых цивилизованные люди меняют одежду. Первобытные народы имеют специальные окраски для военных походов, для религиозных праздников, для траура, а некоторые — даже для каждого настроения. Австралийскиe дайери предпринимают путешествия за сотни миль, чтобы раздобыть охру, которую каждый неизменно носит с собою для окрашивании в том или другом случае жизни. Материалом для окраски служат самые различные вещества: кровь, сок ягод и деревьев, Скорлупа кокосового ореха, охра, глина, угольный порошок, индиго, красильное дерево, киноварь и т. д. Для придания липкости красящим порошкам прибавляют к ним разные жиры, сало, даже человечье (Австралия), иногда коровью мочу и вообще всякие нечистоты. С окрашиванием соприкасается и обычай натирания тела жирными или благовонными веществами, если оно не имеет никакого утилитарного значения. Так, напр., многие американские племена Тихоокеанского побережья, натерев тело салом, распускают вокруг себя целые тучи птичьего (лебяжьего или утиного) пуха, который, прилипая к телу, образует на нём как бы покров птицы.

### Украшения второй группы
Особенность украшений второй группы заключается в том, что объектами их служат предметы из внешнего мира, которые тем или другим способом прикрепляются к телу либо непосредственно, либо в виде одежды-украшения, либо украшения на одежде. Наиболее удобными местами для украшения, говорит Липперт, «являются те части тела, которые представляют природные сужения под могущими служить поддержкой расширениями мускулов и костей. Это — лоб и виски с выдающимися под ними скуловыми частями и ушными раковинами, шея с великолепной поддержкой плеч, поясница с выдающимися бедрами, на ногах место под щиколкой, на руках, кроме сужения перед кистью, предплечье с выдающимся мускулом и, хотя в меньшей степени, пальцы». Наиболее удобная форма для прикрепления к этим частям тела украшения — обручевидная (Ringsschmuck), то есть форма обруча, кольца или повязка (Селенка). Самый лучший пункт прикрепления — шея; поэтому ожерелья (см.) являются таким распространённым типом украшения, начиная со времён доисторических до наших дней. За ожерельем по распространённости следуют браслеты на руках и ногах (последние — у народов, не носящих одежды), головные обручи, диадемы, пояса (см.), разные повязки, наконец, кольца, сравнительно поздно явившееся украшения. Как усердно пользуются первобытные люди всяким пунктом, более или менее пригодным для украшения, об этом можно судить по украшениям, укреплённым на фалангах ножных пальцев у женщины-тамилки (см. фиг.). Кроме естественных пунктов прикреплений пользуются ещё отверстиями, искусственно проделываемыми в тех или других местах тела — в ушной раковине, щеках, зубах, носовых крыльях и носовой перегородке (деформации). Самым распространённым, можно сказать, универсальным украшением этого рода, доныне ещё употребляемым женщинами цивилизованных стран, являются ушные украшения, серьги. Менее распространены украшения носа — продеваемые в носовую перегородку или носовые крылья серёжки, палочки, кольца, перья, металлические шарики, раковины, камни и т. п. Украшение губ встречается только у немногих племён в Африке и Америке. Особенную известность приобрёл этот вид украшения у ботокудов (см.). В то же время, у европеоидов распространены украшения, установленные в искусственно проделываемых отверстиях в языке и на гениталиях.
УКРАШЕНИЯ I.

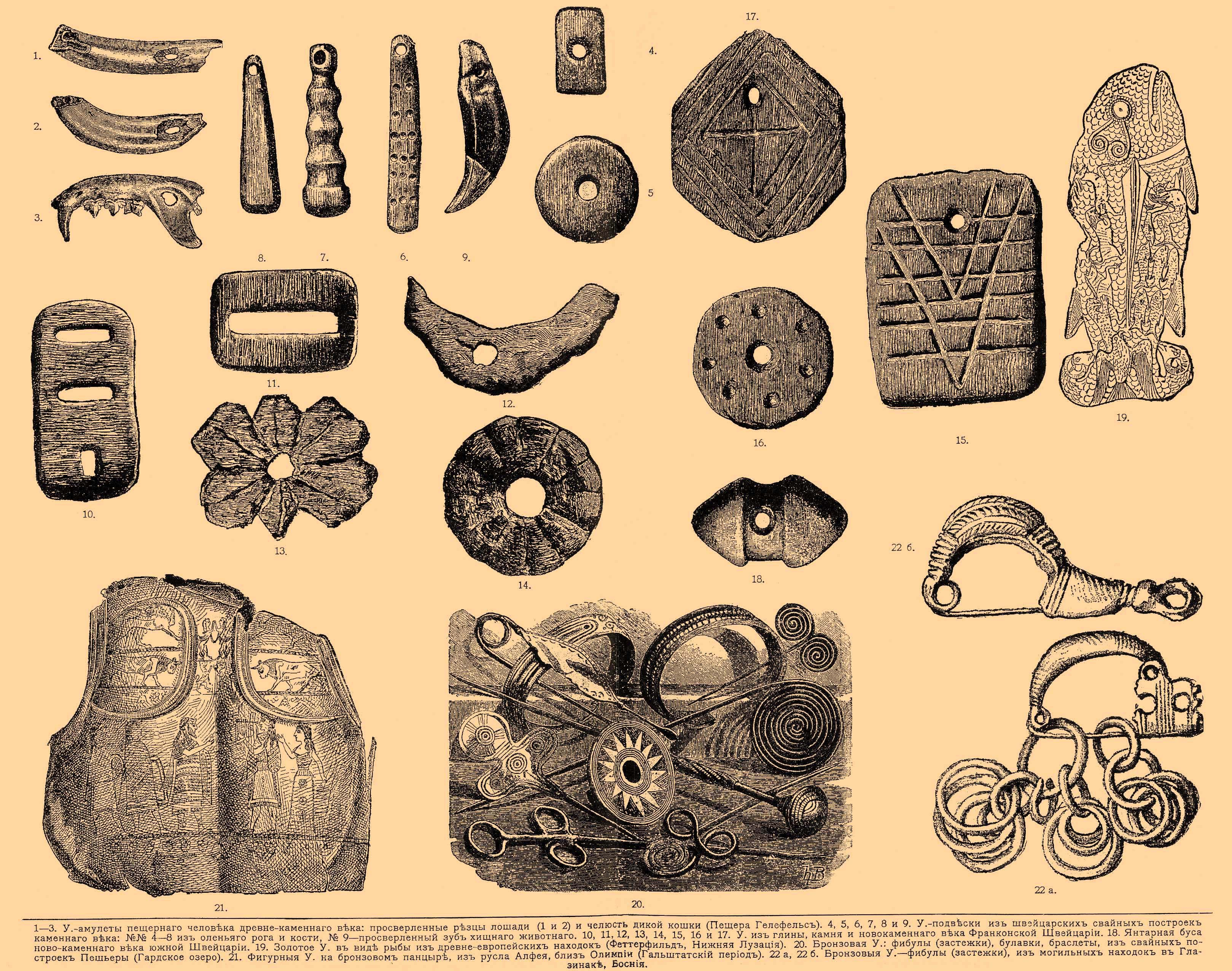

1-3. Украшения-амулеты пещерного человека древнекаменного века: просверленные резцы лошади (1 и 2) и челюсть дикой кошки (Пещера Гелефельс). 5-9. Украшения-подвески из швейцарских свайных построек каменного века: № 4-8 из оленьего рога и кости, № 9 — просверленный зуб хищного животного. 10-17. Украшения из глины, камня новокаменного века Франконской Швейцарии. 18. Янтарная буса новокаменного века южной Швейцарии. 19. Золотое украшение в виде рыбы из древнеевропейских находок (Феттерфильд, Нижняя Лузация). 20. Бронзовые украшения: фибулы (застёжки), булавки, браслеты, из свайных построек Пешьеры (Гардское озеро). 21. Фигурные украшени на бронзовом панцире, из русла Алфея, близ Олимпии (Гальштатский период). 22а, 22б. Бронзовые украшения-фибулы (застёжки) из могильных находок в Глазинаке, Босния.

### Материалы, используемые для украшений

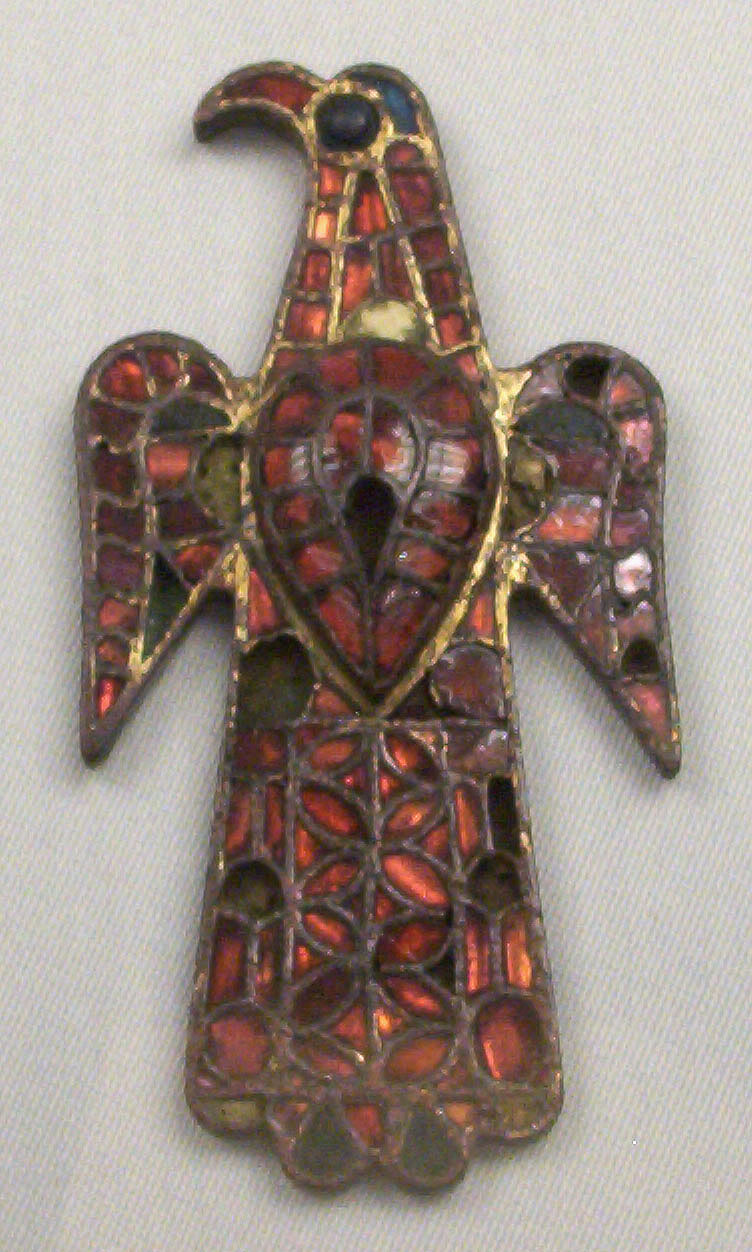
Фибула в форме орла, бронза, VI век

Материалами, из которых приготовляются украшения у первобытных народов, на самых ранних ступенях, служат камни, зубы, когти, кости, волосы животных и людей, раковины, железо, стекло, бусы, кораллы, жемчуг. У народов северных, употребляющих одежду, не довольствуются украшениями на открытых частях тела, но переносят украшения на самую одежду. В покрой одежды постепенно вносятся изменения чисто эстетического характера; материал для одежды подвергается известному подбору (вводятся любимые цвета, комбинации цветов), искусственному окрашиванию, сплошному или комбинированному, покрывается узорами и т. п. К одежде прикрепляются ещё украшения, где только возможно. Типичен в этом отношении женский халат из рыбьей кожи у гольдов и гиляков, где вся спина покрыта нашитыми и выкрашенными в разные цвета арабесками (прототип узорных тканей), края обшиты узорами, а подол усеян металлическими бляхами, ракушками и т. д. Фибулы (см.), застёжки и верхние пуговицы являются перенесением шейных амулетов на одежду. Целиком перенесены, как украшения одежды, и пояса, которые у многих первобытных народов бывают убраны чрезвычайно богато. У народов южных самая одежда или одеждоподобные прикрытия из шкур, листьев и т. п. служат украшениями. (см. фиг.). Так, у многих африканских племён короли, обыкновенно так же обходящиеся без всякой одежды, как и их подданные, в торжественных случаях накидывают на себя рубашки в качестве украшения или символа власти. Любовь к украшениям универсальна как у первобытных, так и у цивилизованных народов. У первых она не только несравненно сильнее, но гораздо серьёзнее: украшения для них — важное дело жизни, ради которого они готовы отдавать целые годы (женщины островов Pelaw по 3 — 4 года употребляют на нанизывание десятков тысяч обрезков раковин и дерева для поясов своих мужей), подвергаться лишениям (путешествия дайери за краской), истязаниям (татуирование) и даже рисковать жизнью (ради украшения себя скальпом врага). Вопрос о  генезисе украшений ещё не вышел из области споров. Одни склонны выводить его из общих биологических основ животного мира. На первый план обыкновенно выдвигается эстетическое чувство и половой инстинкт. Зрительное чувство человека приятно реагирует на все необыкновенное, на яркие краски, на ритмическое расположение цветов и т. д. — и этим пользуется первобытный человек, чтобы привлечь внимание женщин, обладание которыми является результатом конкуренции. В доказательство ссылаются на аналогии из жизни животных, особенно птиц, которые в сезон любви не только охорашиваются, расправляя и прикрашивая своё оперение, ловко выставляя напоказ наиболее окрашенные части (павлины, голуби), но и умеют пользоваться объектами внешней природы, чтобы окружить себя привлекательной обстановкой (напр. Amblyornis inornata, устраивающая нечто вроде сада из ярких цветов и камешков, чтобы ввести туда свою возлюбленную). Указывается на то, что на самых ранних ступенях быта украшают себя преимущественно мужчины, точно так же, как в мире животных это делают самцы, а не самки. Некоторые представители первобытных племён сами объясняли своё пристрастие к украшениям желанием нравиться женщинам (Гроссе). Мотивом полового подбора Вестермарк объясняет даже генезис пояса стыдливости, так как открытые половые органы менее возбуждают половое чувство; но если бы это действительно было так, то пояс стыдливости был бы универсальным явлением — чего на самом деле нет (напр., у австралийских племён, наиболее первобытных), и притом служил бы преимущественно украшением мужчин, между тем как в действительности либо оба пола украшены им, либо одни женщины (андаманцы). Что украшения удовлетворяют эстетическим потребностям человека, и что они играют роль в возбуждении эротических эмоций и, следовательно, в половом подборе — это несомненно, но этнография не обладает ясными доказательствами того, что в этих именно мотивах заключались первоначальные и притом главнейшие мотивы генезиса У. В то же время в распоряжении науки имеются обильные доказательства того, какую огромную роль в этом обычае играли мотивы утилитарные, религиозные и социальные. Окрашивание, справедливо признаваемое самым первичным украшением, скорее всего было вызвано первоначально чисто утилитарными мотивами. Даже животные, буйволы, слоны, медведи принимают грязевые ванны для защиты от мух, насекомых, жары. Нет ничего удивительного в том, что и человек в жарких странах прибегает к тем же средствам, обмазывая себя грязью, навозом, нечистотами, маслами. Отыскивая средства для обмазывания, человек не мог не наткнуться и на то или другое красящее вещество, как это мы видим в Бразилии, где предохраняющим средством против москитов служит смесь кокосового масла и красной краски. Раз окрашивание стало гигиенически необходимым средством, оно могло подвергнуться эволюции под влиянием религиозных, социальных и эстетических условий, как это мы и видим в действительности на многочисленных примерах. Среди современных первобытных племён самыми первобытными считаются австралийцы; между тем у них явственно видны религиозные мотивы окрашивания. Будучи тотемистами, они в обыденной жизни, а тем более во время религиозных танцев и празднеств инициации юношества, всячески стараются уподобляться тотему — и одним из средств к тому является окрашивание в цвет тотемного животного. Точно так же раскрашивания в знак траура имеют религиозное значение (см. Траур). Предпочтение, оказываемое красному цвету, объясняется своеобразным воззрением на кровь и на договор крови (см. Татуирование).
УКРАШЕНИЯ II.

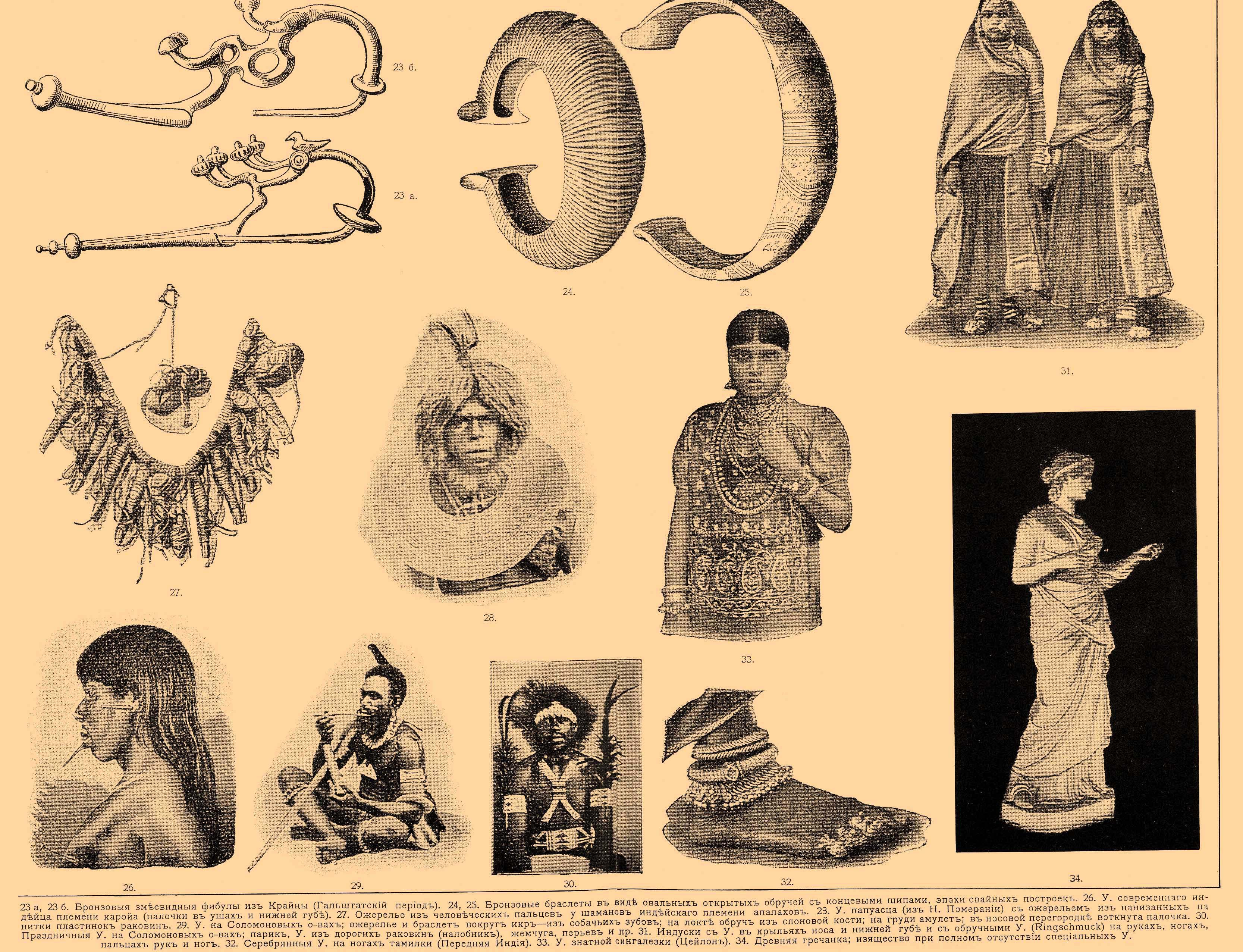

23а, 23б. Бронзовые змеевидные фибулы из Крайны (Гальштатский период). 24, 25. Бронзовые браслеты в виде овальных открытых обручей с концевыми шипами, эпохи свайных построек. 36. Украшения современного индейца племени каройа (палочки в ушах и нижней губе).ж 27. Ожерелье из человеческих пальцев индейца племени арапахо. 28. Украшения папуасца (из Нижней Померании) с ожерельем из нанизанных на нитки пластинок раковин. 29. Украшения на Соломоновых о-вах; ожерелье и браслет вокруг икр из собачьих зубов; на локте обруч из слоновой кости; на груди амулет; в носовой перегородке воткнута палочка. 30. Праздничные украшения на Соломоновых о-вах; парик, украшения из дорогих раковин (налобник), жемчуга, перьев и пр. 31. Индуски с украшениями в крыльях носа и нижней губе и с обручными украшениями (Ringschmuck) на руках, ногах, пальцах рук и ног. 32. Серебряные украшения на ногах тамилки (Передняя Индия). 33. Украшения знатной сингалезки (Цейлон). 34. Древняя гречанка; изящество при полном отсутствии специальных украшений
Быть может, первоначально окрашиваниe производилось настоящей кровью животного, как это делается и теперь ещё у многих народов. Вследствие анимизирования природы, всё напоминающее кровь — красный сок дерева (например, черёмухи), порошок охры и т. п. — представляется первобытному человеку настоящею кровью какого-то существа, чем-то таким же могучим, чудотворным, как и кровь тотема (Штернберг). Отсюда та заботливость, с которой относится первобытный человек к процедуре окрашивания: ради неё он готов на всякие жертвы. Огромную роль в генезисе украшений сыграл и фетишизм (см.), который видел в каждом предмете странной, а тем более животноподобной формы, могучее, высшее, чудотворное существо. Навесить на себя такие объекты, как ценные амулеты-хранители, было вполне естественно. Среди самых древних украшений палеолитического периода мы уже встречаем в виде украшений окаменелости трилобита, да и до настоящего времени японцы относятся к окаменелостям, как к фетишам. Есть основание думать, что железо, бронза, янтарь, драгоценные камни, кристаллы кварца (у австралийцев) первоначально были фетишами. Недаром железо встречается как тотем в Африке; у племён, не знающих железа или стекла, случайно попавший кусок того или другого навешивается, на всякий случай, как «незнакомое божество», могущее быть полезным. Что религиозный фетиш может быть принят посторонними за украшение и со временем действительно обратиться в таковое — примером этому служит принадлежность айнского культа: так называемое инау. Это — деревянные стружки, которые благодаря странному их виду — сходству с языками считаются у айнов лучшими посредниками между человеком и божествами (Штернберг). Ими обвязывают себе голову, оконечности, туловище как больные, так и шаманы во время камлания; ими же повязывают себе голову все вообще айны во время своих частых торжественных пиршеств. Вот этот-то чисто религиозный головной убор выставляется путешественниками, и даже самими айнами начинает пониматься как украшение.

### Украшения социального и религиозного характера

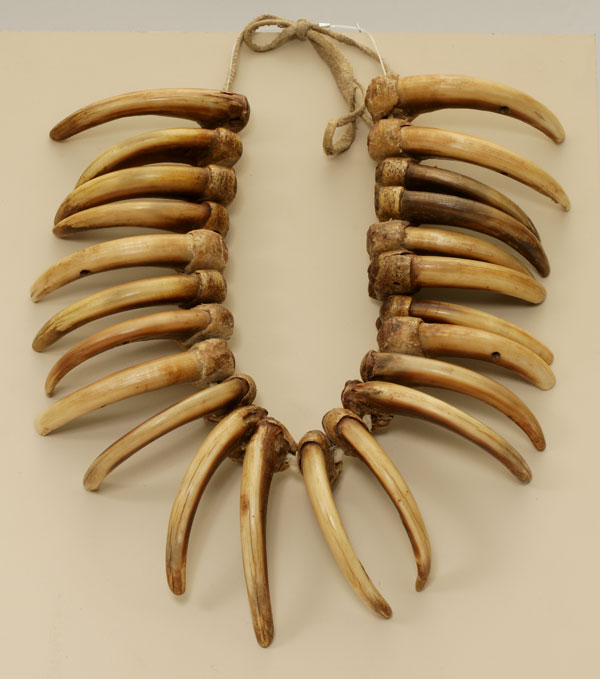
Ожерелье из когтей медведя гризли.

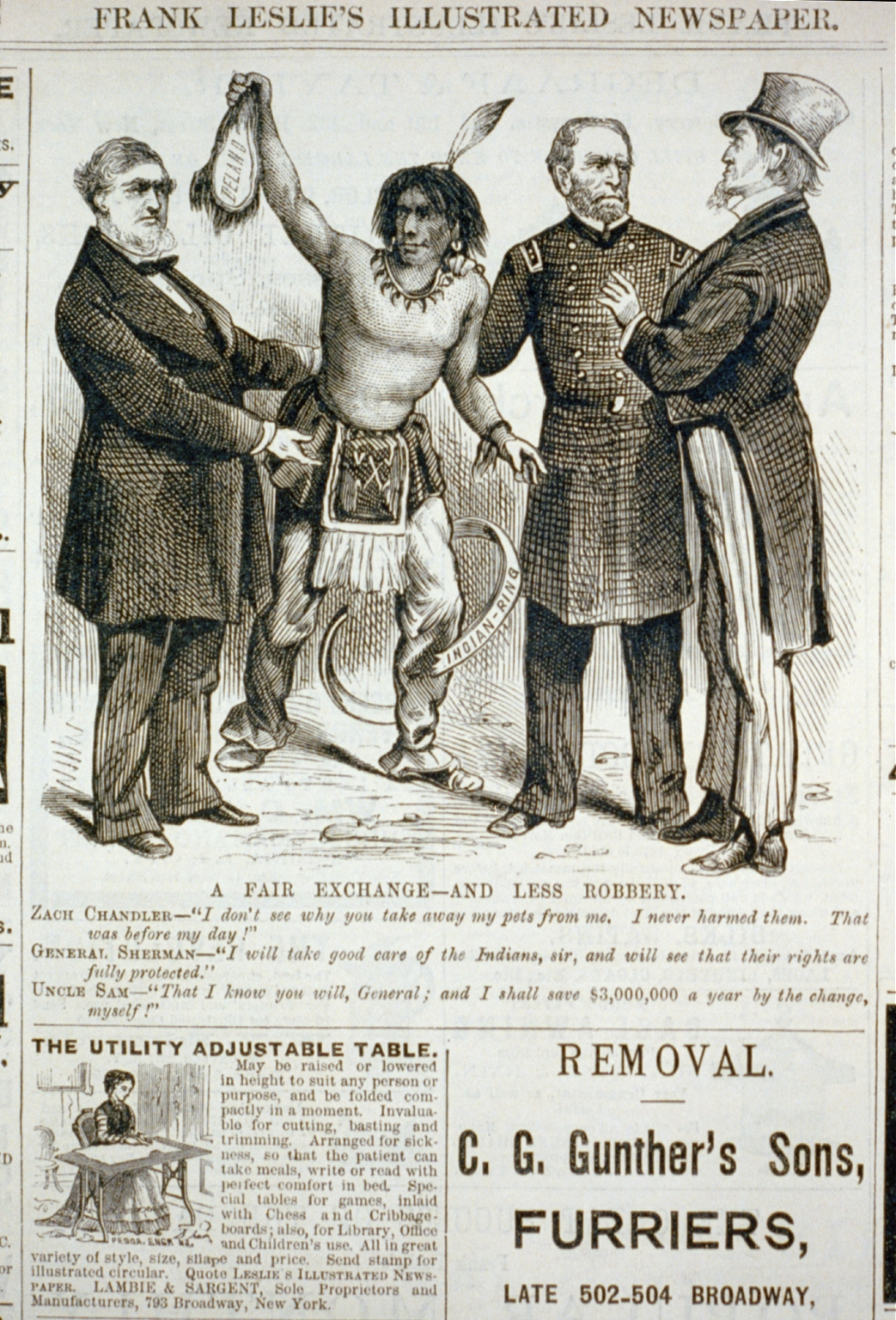

В первобытных обществах амулеты носит всякий; у многих племён каждый человек в то же время является своим собственным шаманом и, следовательно, постоянно имеет на себе целую коллекцию костей, когтей, перьев, металлических и всяких других фетишей. Постепенно такие объекты, в неизменённом виде или видоизменённые эстетическими влияниями (см. ниже), становятся украшениями, обычными принадлежностями туалета. Одним из лучших доказательств религиозного характера украшений служит крайняя индивидуализация их даже среди самых близких по родству и соседству племён. Так, напр., известное губное украшение ботокудов совершенно чуждо их непосредственным соседям, которые в других украшениях, быть может более древних и некогда общих, мало чем от них отличаются. Такую же, если ещё не большую роль играли социальные мотивы. Охотничий и военный быт создал обычай надевать на себя реликвии убитых зверей и неприятелей (трофеи, см.). Каким образом трофеи преобразовываются в У., об этом можно судить по следующим примерам: ашантии, берущие трофеями человеческие челюсти, носят часто и металлические изображения челюстей. Малагазы носят серебряные украшения, представляющие подобие зубов крокодила; у карибов, туписов, моксосов, ашантиев, человеческие зубы и зубы наиболее страшных зверей вставляются в браслеты и ожерелья. Гибчасы, прокалывая себе губы, нос и уши, вдевают в них золотые стрелы по числу убитых врагов, — и Спенсер справедливо полагает, что эти стрелы заменили собою первоначальные настоящие трофеи. С усложнением общественного строя, с выделением классов воинов и правителей, трофеи действительные и их изображения становятся привилегированными знаками отличия высших классов и запретными украшениями для низших. Запрет, в свою очередь, действует как усиливающий стимул и без того сильного подражания высшим классам. Все древние и позднейшие государства знали подобные запрещения, постепенно падавшие и заменявшиеся другими. В Перу никто из простого народа не мог употреблять золота и серебра, разве с особого разрешении. В Риме опушённая пурпуром тога была сначала привилегией высшего ранга, а во время 2-й пунической войны её носили даже дети вольноотпущенников. Золотые кольца прежде носились только послами, а со времени Адриана стали общедозволенными. Во Франции в начале средних веков некоторым классам общества запрещалось носить шёлк и бархат: ещё в XVI в. женщин сажали в тюрьму за ношение одежд, присвоенных высшим классам. В обществах, не знающих классовых привилегий на одежды и украшения, ту же роль исполняет развитие обмена и экономическое неравенство. Выставлению напоказ трофеев в обществах военных соответствует в гражданском обществе выставление богатств, ценностей; всё, что только хоть сколько-нибудь удобоносимо, прикрепляется к телу, достигая иногда невероятных размеров. Во многих городах Индии люди носят на себе все свои драгоценности. У племён динка и бонго верховьев Нила женщины обвешивают себя железными украшениями, вес которых превышает 50 фунтов. Выдающаяся роль драгоценных металлов как меновых знаков и растущее скопление богатств у высших классов заставляет последние всё более и более превращать свои излишние ценности в украшения и чаще менять формы украшений, чтобы тем самым выделиться из массы. Эта погоня за новыми видами украшений в среде богатых классов и стадное подражание низших создаёт в культурных странах то, что называется модой. Быстрым накоплением богатств и всё растущим неравенством объясняется и то, что эволюция украшения идёт в направлении не эстетическом, а грубо тщеславном — направлении регрессивное, потому что очень древние страны, как Япония и классическая Греция, сумели достигнуть в деле украшения благородной простоты, обходясь без кричащих и дорогих украшений. Хотя генезис украшений, главным образом, покоится на мотивах утилитарных, религиозных и социальных, но эстетическая сторона с самого начала играла большую роль в эволюции украшения. Именно она обратила объекты культа, трофеи и знаки отличия в украшения. Эстетика внесла сюда ритм и симметрию, видоизменила, сообразно художественным требованиям, объекты, первоначально ничего общего не имевшие с украшениями. Внеся ритм в грубое ожерелье ботокуда, состоящее из чередующихся чёрных бус и белых зубов, бывших, вероятно, первоначально простыми амулетами, оправив кровавый трофей ашантия в золотой обруч, превратив грубую окраску от москитов в симметрично комбинированные цвета и т. д., художничество первобытного человека в конце концов заставило забыть первоначальный генезис и цель объекта и обратило его в самостоятельное украшение. История этого художественного процесса входит уже в область эволюции искусства. 

### Древнейшие украшения
С середины 2006 года на право называться Самыми древними украшениями претендуют три бусины из морских брюхоногих моллюсков (Nassarius gibbosulus), обнаруженные археологами в пещере Схул на горе Кармель в Израиле. Химический и углеводородный анализ установил, что они лежали в грунте около 100 тысяч лет.